# 汤姆·阿德耶米
湯馬斯·奧魯塞溫·"湯"·艾迪耶美（英語：Thomas Oluseun "Tom" Adeyemi，1991年10月24日—）是一名已退役的奈及利亞裔英格蘭足球運動員，出身自诺里奇城青訓系統，司職中場。

## 生平

### 球會
艾迪耶美於8歲已加入居住城市的球隊诺里奇城的青訓系統。2007/08年球季以不足16歲之齡已為預備隊參賽，並於2008年11月13日與球隊簽署首份職業球員合約。
艾迪耶美於2009/10年球季的季前熱身賽表現出色，除對费克纳姆镇（Fakenham Town）個人梅開二度外，更於主場對曼聯選手隊（Manchester United XI）射入美妙一球為球隊先拔頭籌。他在聯賽揭幕戰主場1-7大敗於高車士打首次獲派後補上陣。三天後他在英格蘭聯賽盃第一圈作客4-0擊敗伊奧維首次正選上陣。2010年3月17日艾迪耶美於英格蘭足球聯賽頒獎禮獲選「年度最佳學徒球員」。艾迪耶美的首個球季在各項賽事合共上陣17場，而諾域治亦在保罗·兰伯特領導下贏得英甲冠軍升班英冠。2010年4月艾迪耶美與諾域治簽署兩年新約。
2010年7月艾迪耶美獲借用到英乙球會巴拉福特，初步為期6個月，於翌年1月獲延長借用至球季結束。他於聯賽揭幕戰作客對梳士貝利首次披甲並為球隊先拔頭籌，但巴拉福特仍以1-3落敗而回。他整季在各項賽事合共上陣37場及射入5球。
2011年諾域治連續第二季升班到英超，但艾迪耶美於季前被借用到英甲的奧咸，為期5個月，期間上陣29場，時常擔任非慣常的右閘位置。2012年1月31日奧咸延長借用艾迪耶美至3月10日，其後再延長到4月9日。
2012年8月29日，英甲球會布伦特福德向英超诺里奇城借用艾迪耶美至2013年1月28日。
2013年1月29日，英甲球會布伦特福德與英超诺里奇城達成協議，可續借艾迪耶美至球季結朿。
2013年5月20日，诺里奇城宣佈有10名球員於6月30日約滿後不會續約可自由轉會，艾迪耶美為其中之一。
2013年6月24日，英冠伯明翰簽入自由身球員艾迪耶美，合約為期兩年。

## 種族岐視
2012年1月6日，奧咸於英格蘭足總盃第三圈作客晏菲路球場以1-5被利物浦淘汰出局，於賽事末段艾迪耶美遭到一名利物浦球迷出言侮辱，事後一名20歲青年被捕，但因證據不足而沒有被起訴。

## 榮譽
諾域治
- 英格蘭足球甲級聯賽冠軍：2009/10年；

## 外部連結
- 足球数据库：湯·艾迪耶美的球员统计数据
- 諾域治官網簡歷